# Alexander Naddour
Alexander „Alex“ Naddour (* 4. März 1991) ist ein US-amerikanischer Kunstturner. Das Pauschenpferd gilt als seine stärkste Disziplin.

## Sportliche Erfolge
Bei den Olympischen Spielen 2012 in London war Naddour als Ersatzmann noch nicht im US-Team zum Zuge gekommen. 2016 in Rio de Janeiro schaffte er schließlich den Sprung und gewann am Pauschenpferd Bronze.
Bei Turn-Weltmeisterschaften gewann er zwei Mal, 2011 und 2014, Bronze mit der Mannschaft.